# Montlauzun
 Montlauzun  (en occitano Montliausut) es una población y comuna francesa, situada en la región de Mediodía-Pirineos, departamento de Lot, en el distrito de Cahors y cantón de Montcuq.

## Demografía
| 163 | 129 | 114 | 127 | 102 | 117 |
| Para los censos de 1962 a 1999 la población legal corresponde a la población sin duplicidades (Fuente: INSEE [Consultar]) |     |     |     |     |     |